# Adenanthera bicolor
Adenanthera bicolor là một loài rau đậu thuộc họ Fabaceae.
Loài này chỉ có ở Sri Lanka.